# Соколово (Новомосковский район)
Соколово (укр. Соколове) — село,
Песчанский сельский совет,
Новомосковский район,
Днепропетровская область,
Украина.
Код КОАТУУ — 1223285503. Население по переписи 2018 года составляло 394 человека.

## Географическое положение
Село Соколово находится на левом берегу реки Татарка, которая через 9 км впадает в Днепровское водохранилище (бывшее озеро им. Ленина на реке Самара),
выше по течению на расстоянии в 2 км расположено село Дорогое (Синельниковский район),
ниже по течению на расстоянии в 3,5 км расположено село Александровка (Днепровский район).
Через село проходит автомобильная дорога Т-0402.